# Thomas Dekker (acteur)
Thomas Alexander Dekker (Las Vegas, Nevada, 28 december 1987) is een Amerikaanse acteur.

## Filmografie
- 1993: The Young and the Restless (1 aflev.)
- 1994: Star Trek: Generations
- 1995: Village of the Damned
- 1997: The Land Before Time V: The Mysterious Island (stemrol)
- 1997: Honey, I Shrunk the Kids: The TV Show
- 1998: An American Tail: The Treasure of Manhattan Island
- 1998: The Land Before Time VI: The Secret of Saurus Rock (stemrol)
- 1999: An American Tail: The Mystery of the Night Monster
- 2000: The Land Before Time VII: The Stone of Cold Fire (stemrol)
- 2001: Inside the Osmonds
- 2001: The Land Before Time VIII: The Big Freeze (stemrol)
- 2002: The Land Before Time IX: Journey to the Big Water (stemrol)
- 2005: Campus Confidential
- 2005: 7th Heaven
- 2006-2007: Heroes
- 2006: House
- 2008: IQ-145
- 2008-2009: The Sarah Connor Chronicles
- 2008: Whore (ook regie, scenarioschrijver, producent)
- 2009: My Sister's Keeper
- 2010: A Nightmare on Elm Street
- 2010: Kaboom
- 2011-2012: The Secret Circle
- 2015: Backstrom
- 2016: Jack Goes Home (ook regie, scenarioschrijver, producent)